# Королівство Афганістан
Королівство Афганістан (пушту د افغانستان شاهي دولت, трансліт. Dǝ Afġānistān Šahi Dawlat; дарі پادشاهی افغانستان, трансліт. Pādešāhī-ye Afġānistān) — назва держави Афганістан у період після скасування емірату в 1929 році й до революції 1973 року.

## Історія
Королівство було проголошено Мухаммедом Надір-шахом на заміну скасованого емірату; останнім еміром був Хабібулла. Після смерті Надір-шаха у листопаді 1933 року королем стає його син Мухаммед Захір-шах, якого було у підсумку скинуто власним двоюрідним братом Мухаммедом Даудом у 1973 році. Саме у цей період історії, під керівництвом шаха уряд Афганістану наладив стосунки із зовнішнім світом, передусім з Радянським Союзом, Великою Британією і США.
Під керівництвом Захір-шаха Афганістан оголосив про свій нейтралітет під час Другої світової війни та реалізовував дипломатичну політику неприєднання. Прем'єр-міністр Афганістану, на той час ним був майбутній президент Мухаммед Дауд займався розвитком сучасної промисловості й освіти в країні.
Афганістан був прийнятий до ООН 29 серпня 1946. У 1947 Афганістан був єдиним членом ООН, який проголосував проти прийняття Пакистану в ООН. Здебільшого це було зроблено через заклик королівства до Пуштуністану. Микита Хрущов відвідав столицю Кабул і схвалив претензії Афганістану на Пуштуністан у 1955. 5 років тому, у 1950, Афганістан підписав договори про дружбу з Індією та Ліваном, встановив політичні контакти з Сирією та визнав Китайську Народну Республіку. Крім того, було докладено зусиль для врегулювання афгано-іранських суперечок щодо річки Гільменд, які все ще тривають між режимами Ісламського Емірату Афганістан та Ісламської Республіки Іран. Афганістан також став членом Руху неприєднання в 1961. Дауд-хан, прем'єр-міністр Афганістану в той час, наполегливо працював для розвитку сучасної промисловості та освіти в країні. У липні 1973 Дауд-хан влаштував безкровний державний переворот, поки Захір-шаха не було в країні, щоб зробити операцію на очах в Італії. Наступного місяця Захір-шах зрікся престолу, сподіваючись уникнути громадянської війни, яка офіційно ознаменувала кінець Королівства Афганістан і початок Республіки.

## Державний устрій
У 1919 році була проголошена незалежна монархія. За конституцією 1931 Афганістан (Висока Афганська Держава) — спадкова конституційна монархія. Глава держави — король (падишах) затверджує законопроєкти, прийняті парламентом, призначає прем'єр-міністра і міністрів, командує збройними силами, укладає міжнародні договори та ін. Для розв'язання найважливіших державних питань падишах скликає Збори племінних вождів та інших знатних осіб — Лойя джирга (Велика джирга), яка не передбачена конституцією. Парламент Афганістану складається з 2 палат: Національної ради, що обирається населенням на 3 роки, і Палати нотаблів (сенат), члени якої призначаються падишахом довічно. Парламент має право законодавчої ініціативи. Виконавча влада належить урядові (Раді міністрів), членом якого може бути тільки мусульманин. Уряд несе відповідальність перед падишахом. В провінціях і областях влада здійснюється намісниками і губернаторами. За виборчою системою А. жінки позбавлені права голосу, а для чоловіків встановлено ценз осілості (1 рік).
У липні 1973 року при активній участі армії в Афганістані відбувся державний переворот, очолений Дауд Ханом, в результаті якого монархія була повалена і встановлений республіканський лад.

## Географія

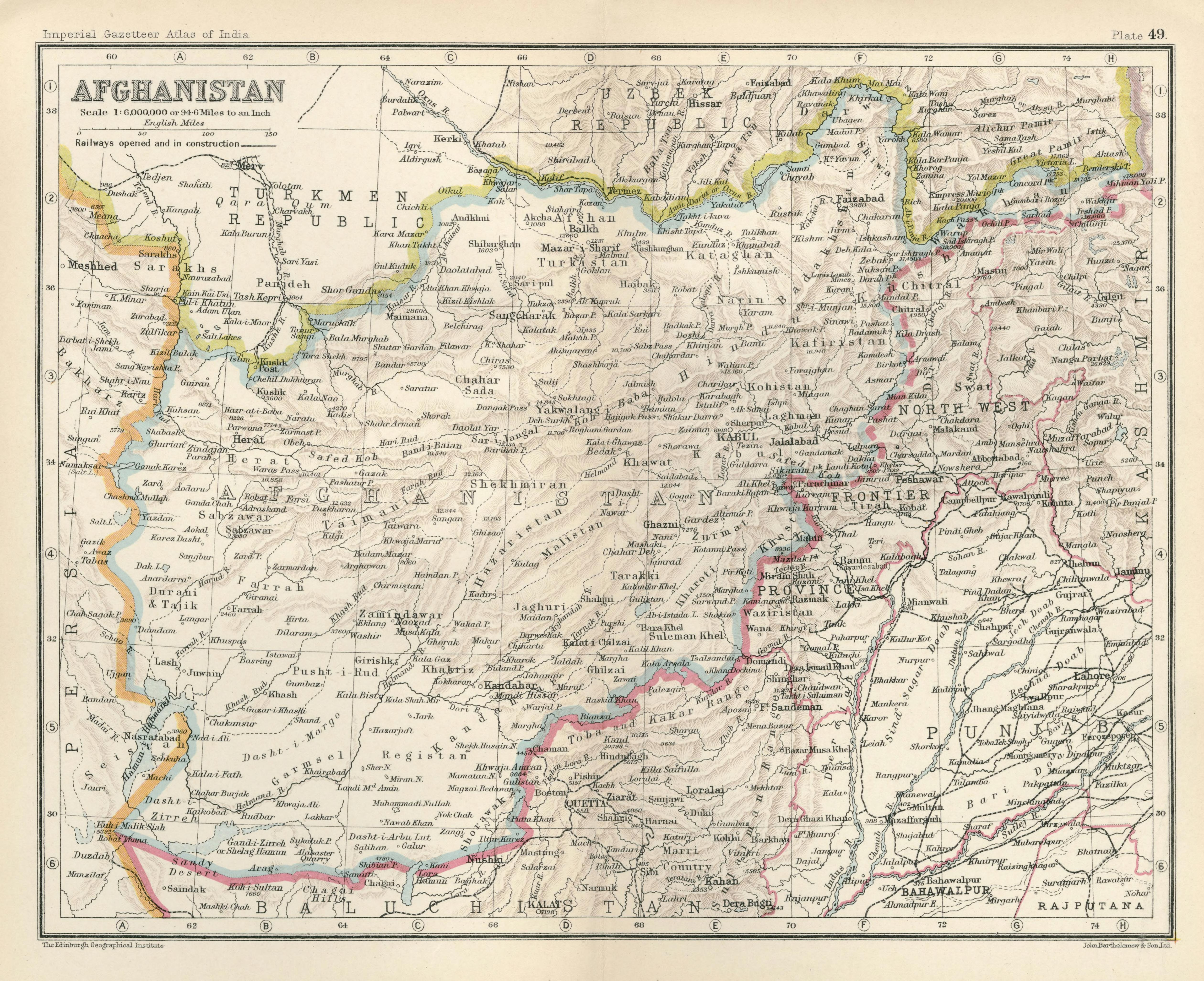
Мапа Афганістану, опублікована в «Imperial Gazetteer of India» (том XXVI, атлас; оновлене видання 1931; табл. № 49)

Королівство Афганістан межувало на заході з Іраном, на півночі з Радянським Союзом, на сході з КНР, на півдні з Пакистаном та Індією. Гірська і переважно суха країна мала територію 652,24 квадратного кілометра (251,830 миля2). Дивна форма та кордони країни, особливо Ваханського коридору, були результатом її колишньої ролі буферної держави між Росією та Сполученим Королівством. Сніг був звичайним явищем у більшості районів взимку, а опадів було мало.

## Демографія
Країна складалася з різних етнічних груп, таких як пуштуни, таджики, хазарейці, узбеки та багато інших.
Більшість афганців були мусульманами, приблизно 99% населення. Близько 90% мусульманського населення були сунітами, решта були шиїтами.
Дарі та пушту були офіційними мовами, і багато афганців були двомовними.

## Економіка
Економіка як минулого, так і сучасного Афганістану, значною мірою покладалася на сільське господарство та видобуток корисних копалин.
І Сполучені Штати, і Радянський Союз інвестували в нейтральну економіку Афганістану, щоб спробувати отримати вплив під час Холодної війни. Це включало Програму чотирьох пунктів у 1951, коли Афганістан і Сполучені Штати підписали у Кабулі угоду про сприяння економічному розвитку економіки, а також будівництво 100-кілометрового трубопроводу від Термезу до Мазарі-Шарифа, який був побудований радянськими технічними фахівцями та розпочався у 1954. Афганістан отримав $18 500 000 від Експортно-імпортного банку Сполучених Штатів, щоб допомогти йому придбати американські матеріали, обладнання та послуги для проекту розвитку долини річки Гільменд.
У серпні 1961 Пакистан закрив кордон з Афганістаном через рішучу позицію прем'єр-міністра Дауда Хана щодо Пуштуністану, але він знову відкрився в травні після відставки Хана.
У країні були родовища тальку, слюди, срібла, свинцю, берилія, хроміту, міді, лазуриту, залізної руди.

## Війська
Двоюрідний брат короля Захір-шаха, Дауд Хан, у 1956 підписав угоду про поставку зброї на $3 мільйони із Чехословацькою Соціалістичною Республікою та на 32,5 мільйона з Радянським Союзом. Угода дала афганським військовим імпортні танки Т-34 і реактивні винищувачі МіГ-17. Від чверті до третини всіх афганських офіцерів пройшли навчання в Радянському Союзі до 1973. У Королівстві Афганістан також були сформовані Афганські сили командос, зокрема 242-й парашутно-десантний батальйон у 1965, а пізніше 444-й та 455-й батальйони у 1966 та 1973. Усі ці батальйони мали повітряно-десантні можливості. 
Для цих нових формувань командос капітан Хабібулла очолив 242-й після повернення з Форт Беннінга в США до Афганістану, тоді як майор Рахматулла Сафі став начальником штабу 444-го, хоча він став командиром через рік. Майор Сафі виявився відповідним лідером, оскільки він пройшов навчання в британській Королівській військовій академії Сандгерст і в радянському Рязанському вищому повітряно-десантному командному училищі.  У 1962 і 1963, до створення Афганських сил командос, Сафі працював разом з «Національними моджахедами Пуштуністану» проти пакистанського уряду після невдалої Баджаурської кампанії 1960-1961.